# الدوري الهولندي الدرجة الأولى 1996–97
الدوري الهولندي الدرجة الأولى 1996–1997 هو الموسم الحادي والأربعون من الدوري الهولندي الدرجة الأولى منذ إنشائه في عام 1956. فاز بهذا الموسم MVV Maastricht.

## الفرق
يشارك 20 نادي في الدوري: النادي الذي يحتل المرتبة الأولى في هذا الدوري يتأهل مباشرة إلى الدوري الهولندي الممتاز، تأهل في هذه الدوري MVV Maastricht.